# Arnold Ashley Miles
Arnold Ashley Miles (20 mars 1904 - 11 février 1988) est directeur du Lister Institute of Preventive Medicine et professeur de pathologie expérimentale à l'Université de Londres de 1952 à 1971.

## Jeunesse
Il est né à York, dans le Yorkshire, en Angleterre. Il est le deuxième de trois enfants et fils unique de Harry Miles, un drapier, et de sa femme, Kate Elizabeth Hindley. Il fait ses études à la Bootham School, une fondation Quaker à York. Cependant, dès l'âge de 12 ans, aucune persuasion ne le ferait se conformer à une pratique religieuse qu'il juge inacceptable. De là, il remporte un prix au King's College de Cambridge, pour étudier la médecine. Il obtient le diplôme MRCS, LRCP en 1928 au St Bartholomew's Hospital de Londres et, en 1929, à un âge relativement précoce, obtient le MRCP et en 1937 le FRCP.

## Carrière
En 1929, il devient démonstrateur à la London School of Hygiene and Tropical Medicine et se lance dans une carrière en microbiologie notamment en immunité. En 1931, il retourne à Cambridge, en tant que démonstrateur devenant lecteur à la British Postgraduate Medical School basée à Hammersmith, Londres (qui fait maintenant partie de l'Imperial College, Londres). En 1937, il est nommé à la chaire de bactériologie de l'University College Hospital Medical School de Londres. Pendant la seconde guerre mondiale, il continue comme professeur et est également pathologiste au service médical d'urgence. Il est également directeur de l'unité d'infection des plaies du Conseil de la recherche médicale à Birmingham et produit des recommandations efficaces pour leur contrôle.
En 1946, il est nommé directeur adjoint de l'Institut national de la recherche médicale et chef de son département des standards biologiques. Ses recherches portent sur les mécanismes de l'inflammation et de l'immunité.
De 1952 à 1971, il est directeur du Lister Institute of Preventive Medicine. En 1952, il est également médecin et professeur de pathologie expérimentale à l'Université de Londres. Il est élu FRS en 1961. Au total, il publie plus de 140 articles sur son travail et est coéditeur de cinq éditions des Topley and Wilson's Principles of Bacteriology and Immunity.
Après avoir pris sa retraite du Lister en 1971, il continue à travailler, même après un accident vasculaire cérébral, jusqu'à sa mort.

## Vie privée
Il est nommé CBE en 1953 et reçoit le titre de chevalier en 1966. Il est auss FRCP honoraire en 1969 et membre du King's College de Cambridge, de l'Institute of Biology, de l' Infectious Diseases Society of America et de la Royal Society of Medicine.
En 1930, il épouse une technicienne de laboratoire médical, Ellen (Else) Marguerite (décédée en 1988) qui est la demi-sœur de l'écrivain Roald Dahl. Ils n'ont pas d'enfants. Miles est décédé à son domicile, 7 Holly Place, Hampstead, Londres.

## Distinctions
- Knight Bachelor